# Repêchage (compétition sportive)
Pour les articles homonymes, voir Repêchage.
Le repêchage est une pratique dans certaines compétitions sportives qui permet aux participants qui n'ont pas réussi à se qualifier directement selon les critères de la compétition en question et de son règlement d'avoir une chance supplémentaire de se qualifier.

## Types de repêchage

### Repêchage dans des tournois à élimination directe

Exemple d'un tournoi de lutte, où seuls les concurrents battus par les deux finalistes de la compétition sont repêchés.
Ici les concurrents éliminés par ALFA s'affrontent d'un côté pour une médaille de bronze et les concurrents éliminés par VICTOR s'affrontent de l'autre pour une seconde médaille de bronze.

Le repêchage dans un tournoi à élimination directe part du principe qu'un participant de qualité qui aurait prématurément été battu (normalement éliminé) par un adversaire fort mérite une seconde chance. Le repêché est ainsi versé dans un tableau secondaire qui se déroule parallèlement au tableau principal. Lorsque le tableau secondaire donne potentiellement accès à la victoire finale, on parle de « tournoi à double élimination », car il faut perdre deux fois pour être définitivement éliminé. Le plus souvent le tableau des repêchés donne accès à une place d'honneur, typiquement la troisième (pour une médaille de bronze). De nombreuses variantes de tableaux de repêchage existent (à partir des quarts de finale seulement, en fonction de l'adversaire vainqueur, etc.). Le système Bergvall, du nom de son inventeur, est une formule de repêchage notamment utilisée aux Jeux olympiques en 1912 et 1920 qui donne une seconde chance à tous les concurrents battus par le vainqueur du tournoi, afin qu'ils puissent se disputer la médaille d'argent dans un premier temps, puis la médaille de bronze dans un second.

### Repêchage par comparaison
Ce mode de repêchage permet de compléter le nombre de participants attendu au tour suivant d'une compétition en comparant les résultats de ceux qui n'ont pas pu obtenir l'une ou l'autre des places directement qualificatives. Les meilleurs d'entre-eux obtiennent ainsi leur qualification dans la limite des places disponibles. Cela suppose que le tour de compétition qualificatif se déroule en groupes.

#### Comparaison de temps
En athlétisme, les athlètes sont souvent amenés à disputer des courses qualificatives en plusieurs groupes, par exemple lorsque le nombre de couloirs de la piste ne permet pas d'organiser une course unique réunissant tous les participants. Les premières places de chaque manche délivrent directement une qualification, tandis que les places disponibles restantes au tour suivant sont ouvertes au repêchage. Les temps réalisés par chaque athlète dans chaque manche (groupe) sont alors comparés et celui qui a signé le meilleur temps est repêché, et ainsi de suite dans la limite des places prévues.
En alternative d'une qualification au temps mais en suivant un principe similaire, le repêchage peut aussi se faire, comme en cyclisme sur piste, via un manche de repêchage qui contraint alors les athlètes concernés à disputer une course supplémentaire.

#### Comparaison de résultats
La comparaison des résultats est un critère couramment utilisé dans le monde du football, notamment lors de grands tournois comportant un nombre de participants multiple de trois, le plus souvent 24 (comme pour la Coupe du monde de 1986 à 1994 ou le Championnat d'Europe des nations depuis 2016). Au premier tour, de la même manière que dans les tournois à 8, 16 ou 32, les équipes sont réparties dans des groupes de quatre où chacune rencontre les trois autres. À l'issue de la dernière journée de cette « phase de groupes » les deux premiers de chaque poule sont qualifiés pour le second tour, soit 12 équipes (dans le cas d'un tournoi à 24). Si l'organisateur souhaite que la compétition enchaîne directement par une phase à élimination directe il est nécessaire de disposer d'un tableau binaire avec un nombre de participants qui est une puissance de 2. Les 12 qualifiés initiaux ne suffisent donc pas, il manque 4 équipes pour compléter un tableau de huitièmes de finale (16 équipes, huit confrontations). Le repêchage, qui est la méthode permettant de résoudre ce problème, est ouvert uniquement aux troisièmes de groupe. Un classement comparatif est alors établi en prenant en compte les résultats réalisés par chaque troisième dans son propre groupe. Les quatre premiers sont ainsi désignés « meilleurs troisièmes » et repêchés et au tour suivant ils sont obligatoirement opposés à un vainqueur de groupe. Cette formule faisant appel au repêchage est un choix de l'organisateur. Il est en effet tout à fait possible dans un tournoi à 12, 24 ou 48 de passer à un tableau binaire sans y avoir recourt. Ainsi, pour la Coupe du monde de football de 1982, les 12 qualifiés du premiers tour ont été répartis au second tour dans quatre groupes de trois, dont les vainqueurs ont accédé aux demi-finales. En 2026, la première Coupe du monde à 48 équipes devait également comporter au premier tour des groupes de trois dont les deux premiers accèdent aux seizièmes de finale, mais, après des tractations en coulisses, la formule des groupes de quatre avec « meilleurs troisièmes », qui comprend beaucoup plus de matchs et donc de recettes potentielles, a finalement été préférée.

### Repêchage de remplacement
Lorsqu'un participant déclare forfait ou est exclu d'un tournoi avant le début de celui-ci, il est possible qu'un autre participant qui a préalablement échoué en phase de qualification au stade le plus élevé soit repêché pour prendre la place vacante.
Ce type de repêchage est courant dans les grands tournois professionnels de tennis, où les repêchés sont appelés Lucky loser (perdant chanceux).
En 1992, l'équipe de Yougoslavie est exclue du championnat d'Europe des nations de football avant le début de la compétition. Le Danemark, qui a terminé second de son groupe éliminatoire derrière la Yougoslavie, est repêché en dernière minute pour la remplacer et remporte finalement le tournoi.